# Mahdi Ali
Mahdi Ali Hassan Redha, ar. مهدي علي (ur. 20 kwietnia 1965 w Dubaju) – emiracki piłkarz, grający na pozycji pomocnika, trener piłkarski.

## Kariera piłkarska

### Kariera klubowa
Wychowanek Al-Ahli Dubaj, w składzie którego w 1983 rozpoczął karierę piłkarską. Występował w nim do zakończenia swojej kariery piłkarza w 1998 roku.

### Kariera reprezentacyjna
W latach 1985–1990 bronił barw narodowej reprezentacji Zjednoczonych Emiratów Arabskich.

## Kariera trenerska
Po zakończeniu kariery piłkarskiej rozpoczął karierę szkoleniową. W 2003 pomagał trenować juniorską reprezentację Zjednoczonych Emiratów Arabskich U-16. W 2008 prowadził reprezentację U-19, a w 2009 reprezentację U-20. Od 2009 do 2010 trenował Al-Ahli Dubaj.
Od 2010 do 2012 pracował na stanowisku głównego trenera młodzieżowej reprezentacji U-20. W latach 2012–2017 stał na czele narodowej reprezentacji Zjednoczonych Emiratów Arabskich.

## Sukcesy i odznaczenia

### Sukcesy klubowe
- zdobywca Pucharu Prezydenta Zjednoczonych Emiratów Arabskich: 1988, 1996

### Sukcesy trenerskie
- mistrz Azji U-19: 2008
- wicemistrz Igrzysk azjatyckich: 2010
- zdobywca Pucharu Zatoki Perskiej: 2013